# Internationale Niedersachsen-Rundfahrt der Junioren 2012
Die Internationale Niedersachsen-Rundfahrt der Junioren 2012 fand vom 27. bis 29. Juli 2012 bei einer Länge von 283,60 km in Wallenhorst statt.

## Verlauf
Die erste Etappe hatte eine Länge von 66,30 km, wobei der Sieger eine Geschwindigkeit von 42,69 km/h an den Tag legte. Der Südafrikaner Ryan Felgate gewann vor dem Niederländer Piotr Havik, beide kamen mit der gleichen Zeit ins Ziel, und dem Franzosen Antoine Raynaud. Der Belgier Michael Cools und der Russe Alexandr Stepanov kamen mit 24 Sekunden, der Deutsche Arne Egner mit 32 Sekunden, der Norweger Amund Grøndahl Jansen mit 33 Sekunden und Alexandr Stepanov, der Däne Jonas Nordkroggaard und der Deutsche Phil Bauhaus mit 34 Sekunden Rückstand ins Ziel. Die zweite Etappe war ein Zeitfahren über eine Länge von 8,80 km, wobei der Sieger eine Geschwindigkeit von 46,657 km/h an den Tag legte. Die beiden Dänen Mathias Krigbaum und Mads Würtz Schmidt belegten Platz 1 und 3 und Arne Egner wurde zweiter bei der Etappe. Der Schwede Marcus Fåglum Karlsson, die drei Deutschen Nils Politt, Jan Brockhoff und Nils Schomber, der Ire Ryan Mullen, der Däne Emil Wang und Alexandr Stepanov belegten die übrigen Plätze der Top 10. Alexandr Stepanov schaffte es bereits zum zweiten Mal in Folge in die Top 10. Die dritte Etappe hatte eine Länge von 94,20 km, wobei der Sieger eine Geschwindigkeit von 42,667 km/h an den Tag legte. Bei der dritten Etappe gab es einen Deutschen Doppelsieg durch Pascal Ackermann und Phil Bauhaus vor dem Schweizer Dominic Von Burg. Pascal Ackermann, Phil Bauhaus und Tim Reske schafften es zum zweiten Mal insgesamt in die Top 10. Die vierte Etappe hatte eine Länge von 114,30 km, wobei der Sieger eine Geschwindigkeit von 41,559 km/h an den Tag legte. Tim Reske und Pascal Ackermann belegten Platz 1 und 3 und Ryan Felgate wurde zweiter bei der Etappe. Tim Reske, Pascal Ackermann und Phil Bauhaus schafften es zum zweiten Mal in Folge und dritten Mal insgesamt in die Top 10 und Ryan Felgate schaffte es zum zweiten Mal insgesamt in die Top 3. Piotr Havik und Antoine Raynaud schafften es zum zweiten Mal insgesamt in die Top 10. Der Niederländer Thijs Leygraaff schaffte es zum zweiten Mal in Folge in die Top 10.
Nach der ersten Etappe führten Ryan Felgate, Piotr Havik, Antoine Raynaud und Michael Cools auch die Gesamtwertung an. Die beiden Deutschen Pascal Ackermann und Arne Egner und Amund Grøndahl Jansen verbesserten sich um fünf, 37 und zehn Positionen und Alexandr Stepanov, Jonas Nordkroggaard und Phil Bauhaus verschlechterten sich jeweils um 3 Positionen gegenüber der Tageswertung. Nach der zweiten Etappe verbesserte sich Piotr Havik auf Platz 1 der Gesamtwertung, während Ryan Felgate fiel auf Rang 17. Die ersten neun Fahrer der Etappe verbesserten sich auf Platz 2 bis 10 der Gesamtwertung. Mads Würtz Schmidt konnte die dritte Etappe nicht beenden, wodurch Alexandr Stepanov in die Top 10 kam. Die Fahrer der Top 9 waren die gleichen wie nach der 2. Etappe. Nach der vierten Etappe gewann Piotr Havik die Rundfahrt in 6:42:13 Stunden mit 10 Sekunden vor Mathias Krigbaum und 12 Sekunden vor Arne Egner. Nils Schomber konnte die Etappe nicht beenden, Alexandr Stepanov konnte eine weitere Sekunde und einen weiteren Platz gut machen und Ryan Felgate konnte weitere 6 Sekunden gut machen und sich damit auf den 10. Rang verbessern.

## Etappen
| Etappe    | Tag      | Etappensieger    | Führender    |
| --------- | -------- | ---------------- | ------------ |
| 1. Etappe | 27. Juli | Ryan Felgate     | Ryan Felgate |
| 2. Etappe | 28. Juli | Mathias Krigbaum | Piotr Havik  |
| 3. Etappe | 28. Juli | Pascal Ackermann | Piotr Havik  |
| 4. Etappe | 29. Juli | Tim Reske        | Piotr Havik  |

### 1. Etappe
| Tageswertung | Tageswertung        | Tageswertung | Gesamtwertung | Gesamtwertung         | Gesamtwertung |
| Platz        | Athlet              | Zeit         | Platz         | Athlet                | Zeit          |
| ------------ | ------------------- | ------------ | ------------- | --------------------- | ------------- |
| 1            | Ryan Felgate        | 1:33:11 h    | 1             | Ryan Felgate          | 1:33:01 h     |
| 2            | Piotr Havik         | gl. Zeit     | 2             | Piotr Havik           | + 0:02 min    |
| 3            | Antoine Raynaud     | + 0:04 min   | 3             | Antoine Raynaud       | + 0:10 min    |
| 4            | Michael Cools       | + 0:24 min   | 4             | Michael Cools         | + 0:31 min    |
| 5            | Alexandr Stepanov   | gl. Zeit     | 5             | Pascal Ackermann      | gl. Zeit      |
| 6            | Jonas Nordkroggaard | gl. Zeit     | 6             | Arne Egner            | + 0:32 min    |
| 7            | Phil Bauhaus        | gl. Zeit     | 7             | Amund Grøndahl Jansen | + 0:33 min    |
| 8            | Lukas Steger        | gl. Zeit     | 8             | Alexandr Stepanov     | + 0:34 min    |
| 9            | Tim Reske           | gl. Zeit     | 9             | Jonas Nordkroggaard   | gl. Zeit      |
| 10           | Pascal Ackermann    | gl. Zeit     | 10            | Phil Bauhaus          | gl. Zeit      |

### 2. Etappe
| Tageswertung | Tageswertung           | Tageswertung | Gesamtwertung | Gesamtwertung          | Gesamtwertung |
| Platz        | Athlet                 | Zeit         | Platz         | Athlet                 | Zeit          |
| ------------ | ---------------------- | ------------ | ------------- | ---------------------- | ------------- |
| 1            | Mathias Krigbaum       | 11:19 min    | 1             | Piotr Havik            | 1:44:44 h     |
| 2            | Arne Egner             | + 0:04 min   | 2             | Mathias Krigbaum       | + 0:10 min    |
| 3            | Mads Würtz Schmidt     | + 0:06 min   | 3             | Arne Egner             | + 0:12 min    |
| 4            | Marcus Fåglum Karlsson | + 0:10 min   | 4             | Mads Würtz Schmidt     | + 0:16 min    |
| 5            | Nils Politt            | + 0:11 min   | 5             | Marcus Fåglum Karlsson | + 0:20 min    |
| 6            | Ryan Mullen            | + 0:16 min   | 6             | Nils Politt            | + 0:21 min    |
| 7            | Jan Brockhoff          | + 0:17 min   | 7             | Ryan Mullen            | + 0:26 min    |
| 8            | Emil Wang              | gl. Zeit     | 8             | Jan Brockhoff          | + 0:27 min    |
| 9            | Nils Schomber          | + 0:18 min   | 9             | Emil Wang              | gl. Zeit      |
| 10           | Alexandr Stepanov      | + 0:19 min   | 10            | Nils Schomber          | + 0:28 min    |

### 3. Etappe
| Tageswertung | Tageswertung     | Tageswertung | Gesamtwertung | Gesamtwertung          | Gesamtwertung |
| Platz        | Athlet           | Zeit         | Platz         | Athlet                 | Zeit          |
| ------------ | ---------------- | ------------ | ------------- | ---------------------- | ------------- |
| 1            | Pascal Ackermann | 2:12:28 h    | 1             | Piotr Havik            | 3:57:12 h     |
| 2            | Phil Bauhaus     | gl. Zeit     | 2             | Mathias Krigbaum       | + 0:10 min    |
| 3            | Dominic von Burg | gl. Zeit     | 3             | Arne Egner             | + 0:12 min    |
| 4            | Tim Reske        | gl. Zeit     | 4             | Marcus Fåglum Karlsson | + 0:18 min    |
| 5            | Dario Rapps      | gl. Zeit     | 5             | Nils Politt            | + 0:21 min    |
| 6            | Mathis Johansson | gl. Zeit     | 6             | Ryan Mullen            | + 0:26 min    |
| 7            | Ruslan Giliazov  | gl. Zeit     | 7             | Jan Brockhoff          | + 0:27 min    |
| 8            | Thijs Leygraaff  | gl. Zeit     | 8             | Emil Wang              | gl. Zeit      |
| 9            | Emil Ravnsholt   | gl. Zeit     | 9             | Nils Schomber          | + 0:28 min    |
| 10           | Corentin Menant  | gl. Zeit     | 10            | Alexandr Stepanov      | + 0:29 min    |

### 4. Etappe
| Tageswertung | Tageswertung     | Tageswertung | Gesamtwertung | Gesamtwertung          | Gesamtwertung |
| Platz        | Athlet           | Zeit         | Platz         | Athlet                 | Zeit          |
| ------------ | ---------------- | ------------ | ------------- | ---------------------- | ------------- |
| 1            | Tim Reske        | 2:45:01 h    | 1             | Piotr Havik            | 6:42:13 h     |
| 2            | Ryan Felgate     | gl. Zeit     | 2             | Mathias Krigbaum       | + 0:10 min    |
| 3            | Pascal Ackermann | gl. Zeit     | 3             | Arne Egner             | + 0:12 min    |
| 4            | Piotr Havik      | gl. Zeit     | 4             | Marcus Fåglum Karlsson | + 0:18 min    |
| 5            | Antoine Raynaud  | gl. Zeit     | 5             | Nils Politt            | + 0:21 min    |
| 6            | Phil Bauhaus     | gl. Zeit     | 6             | Ryan Mullen            | + 0:26 min    |
| 7            | Sivert Fandrem   | gl. Zeit     | 7             | Jan Brockhoff          | + 0:27 min    |
| 8            | Laurent Pieters  | gl. Zeit     | 8             | Emil Wang              | gl. Zeit      |
| 9            | Jonathan Dinkler | gl. Zeit     | 9             | Alexandr Stepanov      | gl. Zeit      |
| 10           | Thijs Leygraaff  | gl. Zeit     | 10            | Ryan Felgate           | + 0:28 min    |